# Laticoleus pronotalis
Laticoleus pronotalis là một loài tò vò trong họ Ichneumonidae.